# 水西桥
水西桥，位于广东省韶关市南雄市雄州街道水西村，始建於明萬曆年間，清嘉慶十二年（1807年）重修。类型为古建筑，2015年12月10日公佈為廣東省文物保護單位。

## 概覽
橋東西走向，為七墩八孔石筑平橋，建在水西村村頭，橋東端與南雄市區相接。橋長104米，寬4.3米，高約5米。墩設置分水尖，整座橋為紅色岩石砌築，橋兩側建有高0.5米的石欄。1987年村民集資修橋時將殘破橋面石欄杆改為水泥欄杆，橋面亦鋪上水泥。

## 活化利用
廣東省文化和旅游廳在2019年公佈將包含該橋在內的韶關南雄市，納作首批省文物保護利用示范區（試點）創建單位之一，以南粵古驛道串聯南雄老城等文化遺產，並推動完成水西橋及正南門、南粵雄關與古道、珠璣石塔、里東戲台、虎踞橋等文物保護項目。

### 重修及意外倒塌
年久失修的水西橋，於2020年10月19日至2021年1月27日曾再被圍蔽進行修繕，不過到2023年6月8日晚上7時多部分橋面發生坍塌，導致橋上2人落水。